# Будинок Крайового уряду Буковини
Будинок крайового уряду Буковини — адміністративна будівля в Чернівцях, споруджена у XIX столітті як резиденція президента Герцогства Буковина та офіс крайового уряду.

## Архітектурні особливості

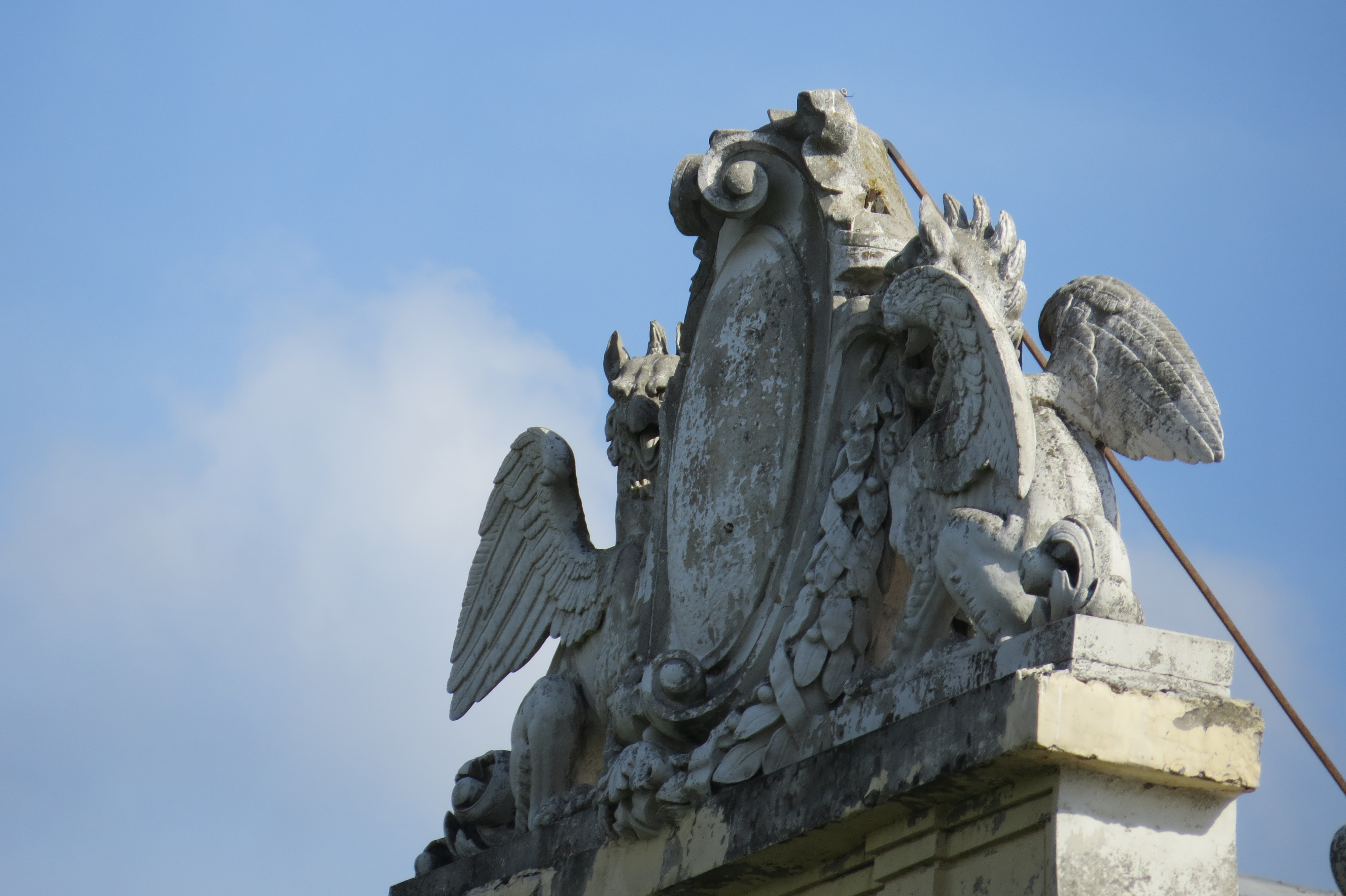

Кам'яницю було споруджено протягом 1871—1873 років на краю тогочасної пл. Франца Йосифа в стилі пізнього класицизму. Нині розташована в Чернівцях по вул. Омеляна Поповича, 2.
Будівництво здійснювалось під керівництвом старшого будівельного радника Антона Павловського, а також архітекторів фон Глаубіца та Густава Фрітша.
За деякими даними до проектування будівлі також був причетний Йозеф Главка.
Спочатку будівлю збудували триповерховою. Споруду було прикрашено картушами, капітелями та консолями. Фронтон вінчала композиція з гербом Австро-Угорщини з двома грифонами обабіч.
Під час реконструкції, яку проводили після пожежі (1905), було добудовано четвертий поверх. Протягом 1906—1908 років будівлю було електрифіковано та встановлено ліфт.
Всередині приміщення прикрашено кількома вітражами, один з яких — «Полювання на ведмедя» — створений відомим художником-монументалістом Альфредом Оффнером.
З тильної сторони споруди було розбито невеличкий сквер з ландшафтним дизайном та альтанкою.
Див. Сквер за Будівлею крайового уряду Буковини [Архівовано 16 червня 2020 у Wayback Machine.]
Розпорядженням представника Президента України від 18 лютого 1987 року за № 30 будівлю віднесено до пам’яток архітектури та містобудування місцевого значення, та присвоєно охоронний № 43/Чв.

## Історія будівлі
Після виокремлення Буковинського округу зі складу Королівства Галичини та Володимирії було створено Герцогство Буковина зі статусом коронного краю, а також сформовано відповідні регіональні владні інституції — крайові президент, уряд тощо. У приміщенні окружної управи забезпечити їх нормальну роботу було практично неможливо. У зв'язку з цим було прийнято рішення збудувати нову адміністративну будівлю в Чернівцях для розміщення резиденції президента Герцогства Буковина та офісу крайового уряду. Вказані органи влади розміщувалися в будівлі до листопада 1918 року — розпаду Австро-Угорської імперії.
У період з 6 листопада до 11 листопада 1918 у будинку працював Український Крайовий Комітет Буковини повноважний орган влади Західноукраїнської держави на території колишнього коронного краю Австро-Угорщини, де мешкали переважно українці. На це вказує й пам'ятна дошка, розміщена на фасаді споруди.
У період з листопада 1918 до червня 1940 року, а також з липня 1941 до березня 1944 року в будівлі розташовувалися місцеві органи державної влади Румунського королівства — префектура Чернівецького жудецю (1918—1938), офіс королівського резидента Сучавського цинуту (1938-1940), адміністрація Губернаторства Буковина (1941—1944).
Протягом 1940-1941, та 1944—1991 — Чернівецький обласний комітет Комуністичної партії України.
З 90-х років XX століття — 14 корпус Чернівецького національного університету імені Юрія Федьковича, в якому містяться Економічний факультет та факультет історії, політології та міжнародних відносин.

## Галерея

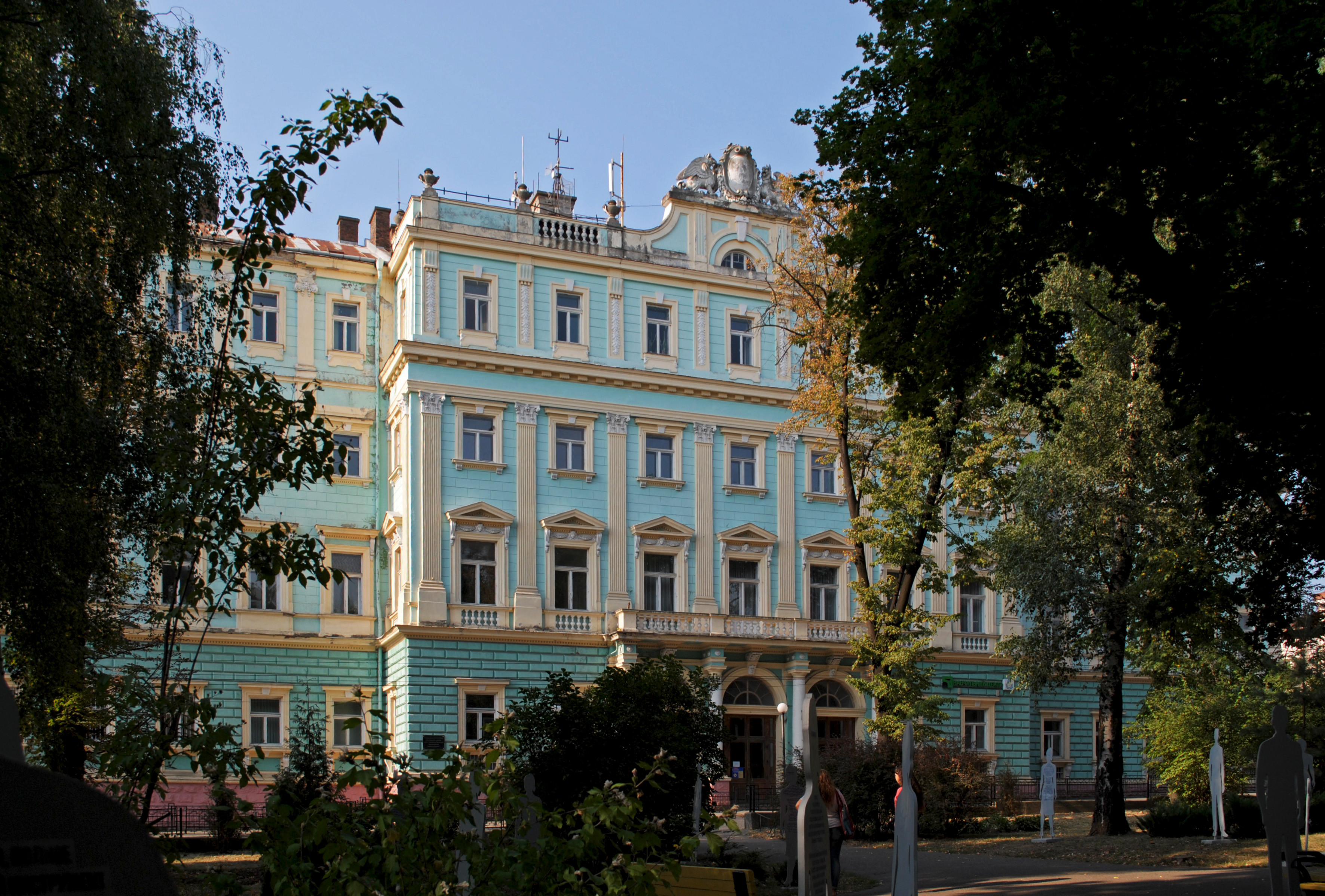
фасад будинку (світлина поч. ХХІ ст.)
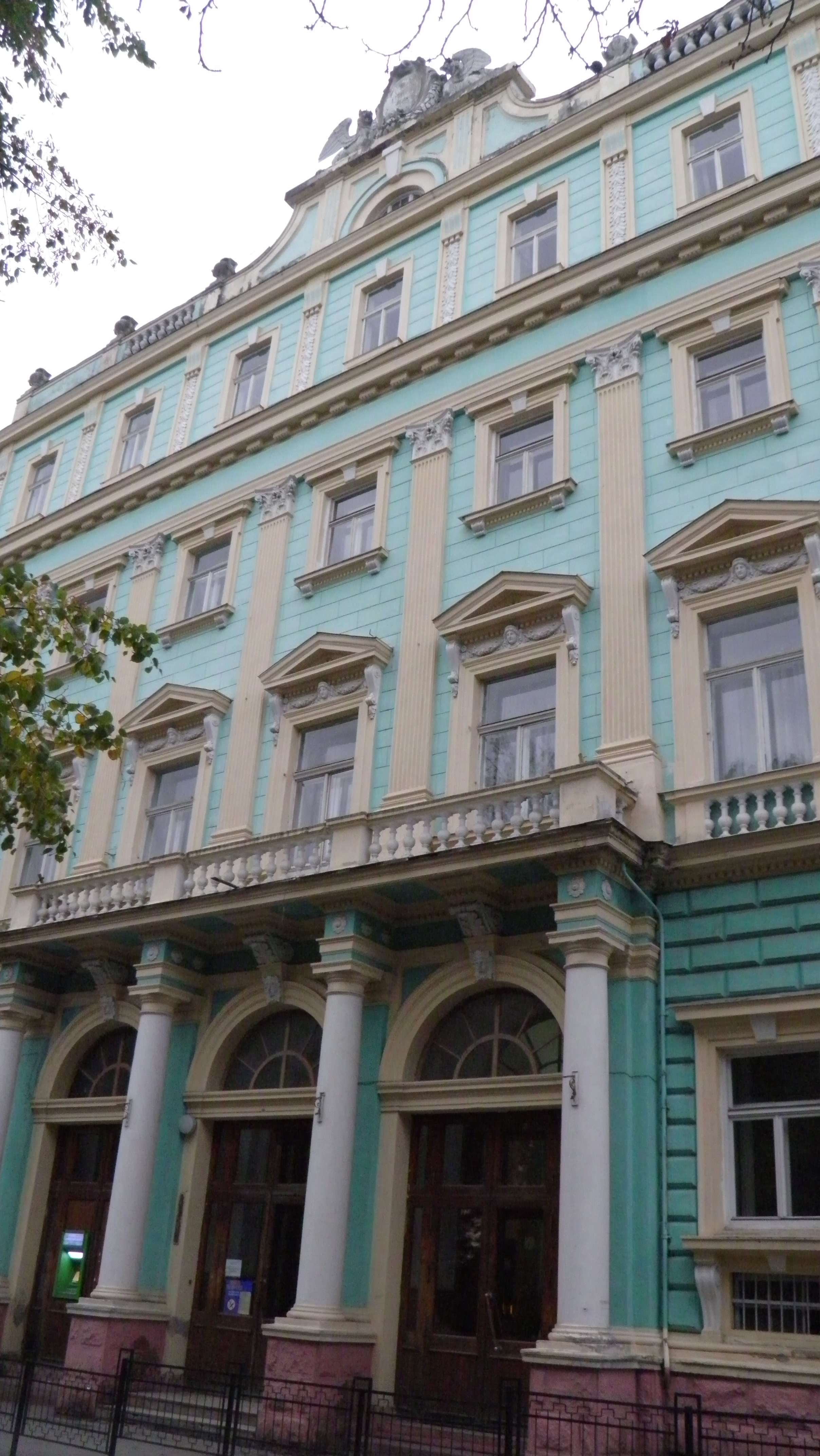
парадний вхід (світлина поч. ХХІ ст.)
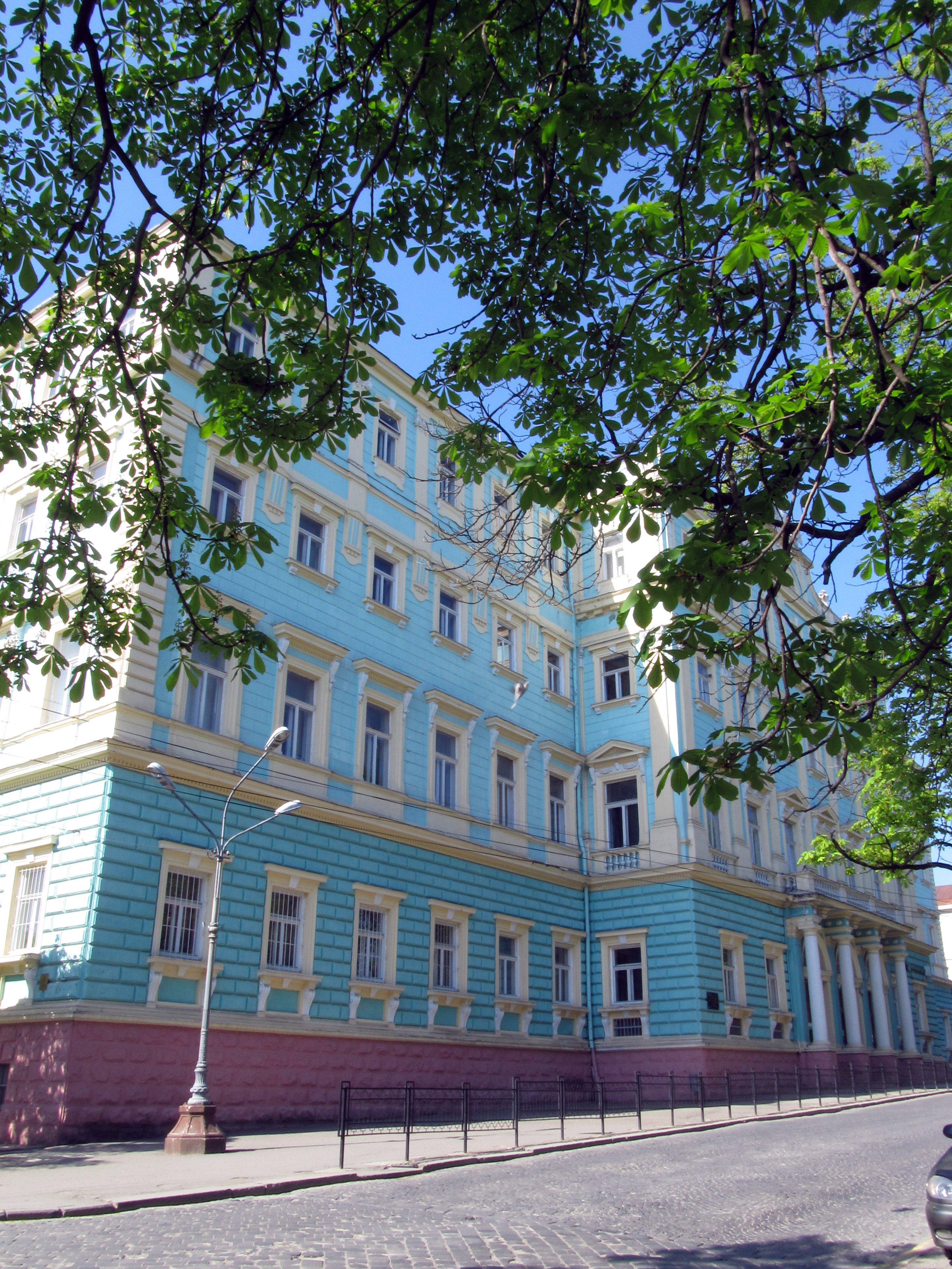
вигляд з вул. Головної (світлина поч. ХХІ ст.)
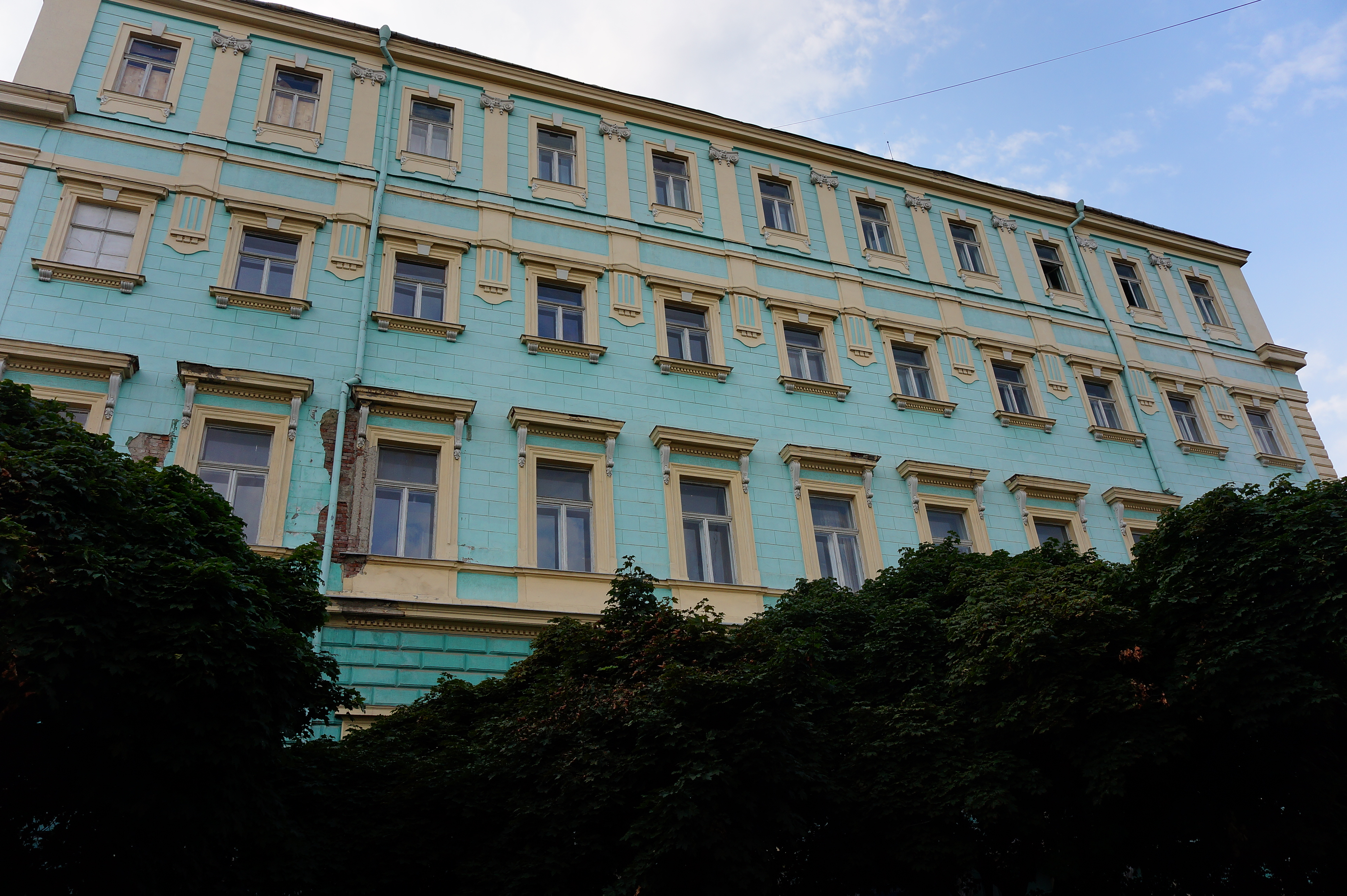
вид з вул. О.Поповича (світлина поч. ХХІ ст.)
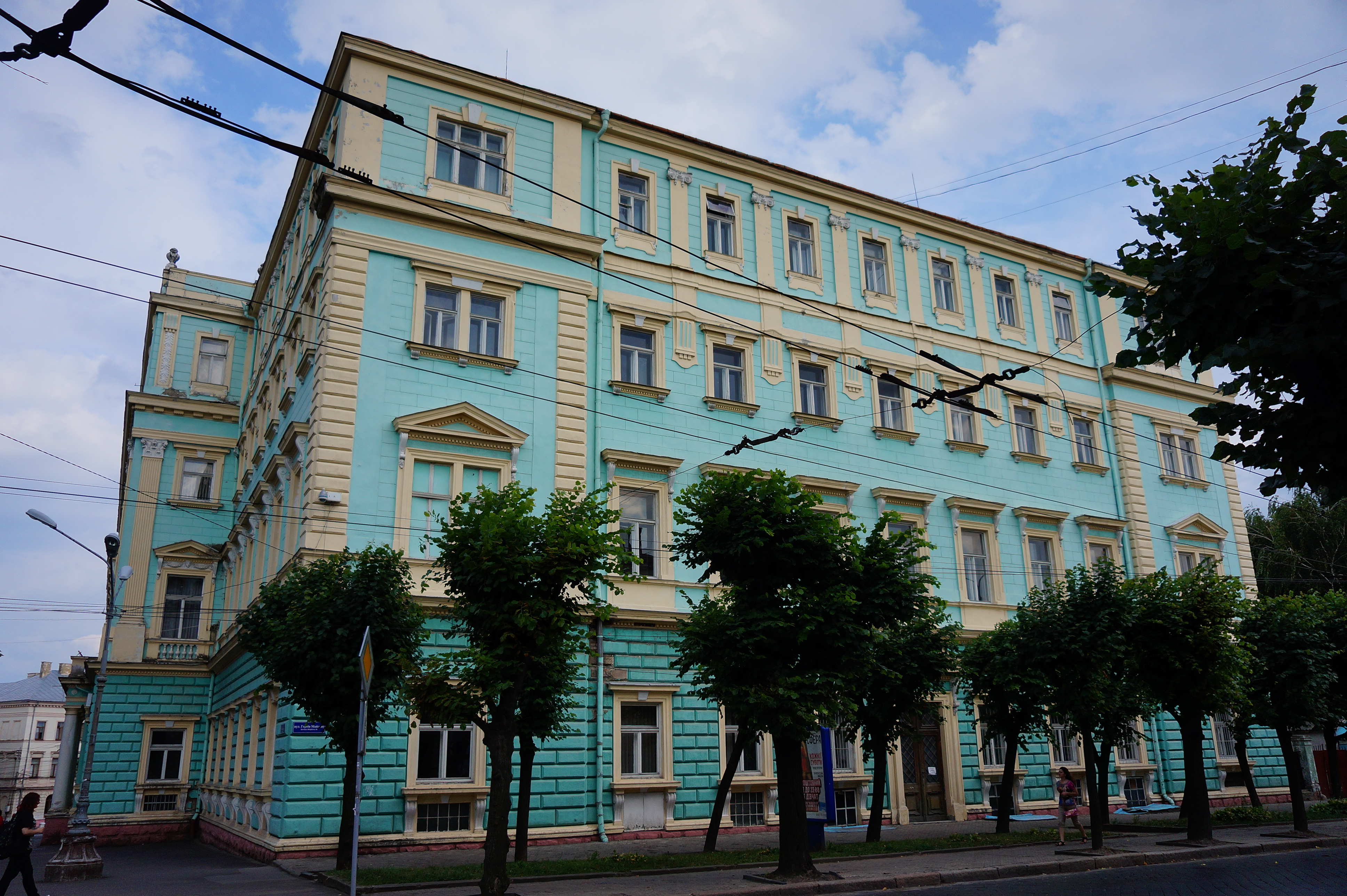
вид з Героїв Майдану (світлина поч. ХХІ ст.)

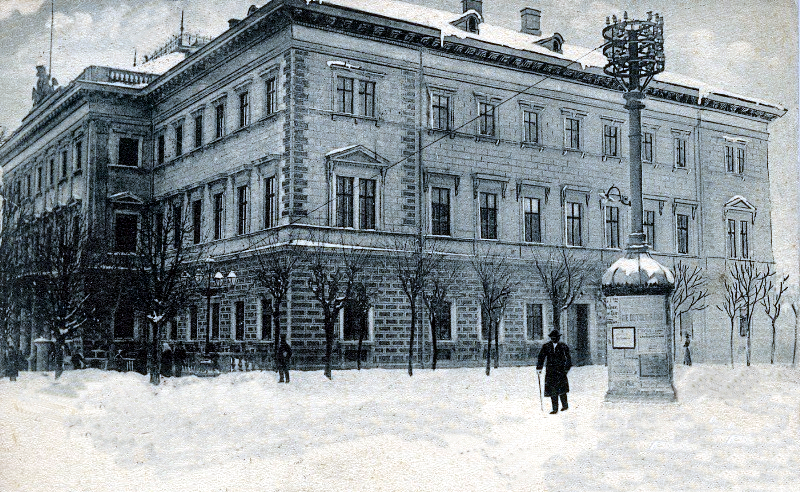
світлина кінця ХІХ ст.
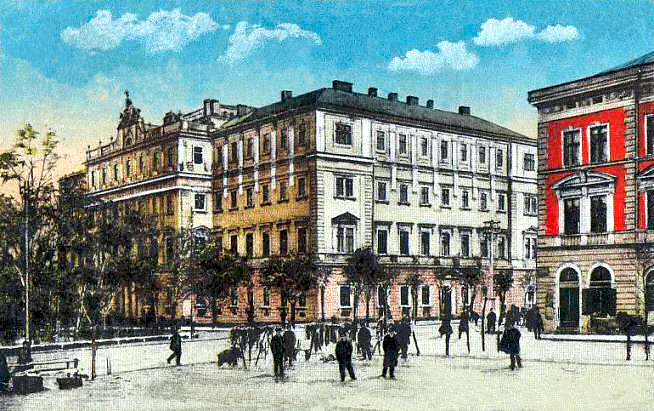
світлина поч. ХХ ст. (після реконструкції)

## Джерело
- Будинок крайового уряду Буковини [Архівовано 16 червня 2020 у Wayback Machine.]
- Будинок крайового уряду Буковини (м.Чернівці): карта, фото, опис [Архівовано 16 червня 2020 у Wayback Machine.]
- Будівля університету [Архівовано 16 червня 2020 у Wayback Machine.]
- Фотоісторія Чернівців [Архівовано 16 червня 2020 у Wayback Machine.]